# Grewia kapiriensis
Grewia kapiriensis là một loài thực vật có hoa trong họ Cẩm quỳ. Loài này được De Wild. mô tả khoa học đầu tiên năm 1915.